# Euthyna
Euthyna (plural euthynai, do grego: endireitar) é uma ação pública peculiar sobre prestação de contas, ou um exame oficial de responsabilidade feito pela Assembléia Grega, onde o funcionário público ou magistrado enfrentava ao terminar o período de exercício do seu cargo, na Grécia Clássica, afim de verificar se uma realizou corretamente os deveres do cargo exercido.
Em Atenas, o exame tinha duas partes: os logos ('extrato de contas'), diziam respeito à utilização do dinheiro público e eram tratados por um conselho de dez logistai (contadores), e o euthynai propriamente dito, uma oportunidade de levantar  acusações à conduta de alguém, que era tratada por um conselho de dez eutinios (ou euthynoi, "enderezadores") indicados pela Bulé. Essas autoridades poderiam indeferir as acusações ou passá-las aos tribunais.